# 天蓝韭
天蓝韭（学名：Allium cyaneum）为葱科葱属的植物，为中国的特有植物。分布在中国大陆的陕西、四川、宁夏、湖北、西藏、青海、甘肃等地，生长于海拔2,100米至5,000米的地区，多生长于草地、林下、山坡及林缘，目前已由人工引种栽培。